# Києво-Галицька митрополія УГКЦ
Києво-Галицька Верховна Архиєпархія  — Українська Греко-Католицька Головна Архиєпархія Католицької Церкви, що знаходиться в Україні. Він був зведений 21 серпня 2005 року за згодою Папи Бенедикта XVI. Є й інші території Церкви, які не знаходяться в Україні. Соборна церква — Собор Воскресіння Христового — знаходиться в місті Києві. Митрополит — за посадою — Предстоятель Української Греко-Католицької Церкви. Чинним Верховним архієпископом є Святослав Шевчук.

## Історія

### У Константинопольському патріархаті
Церковна провінція бере свій початок з 988 року нашої ери, коли митрополія була заснована Вселенським Патріархом Константинополя після навернення великого князя Київського — Володимира Великого. Монгольська навала на Європу спустошила Київську Русь у ХІІІ столітті. Друга митрополія для південно-західних частин Русі — Галицька митрополія — була заснована в 1303 році з єпископським осідком у місті Галичі. Процес започаткував руським королем Левом I і реалізовано під час правління його сина Юрія. Вона існувала протягом більшої частини XIV століття, але залишалася вакантною з 1401 року, коли митрополит Київський перейняв цей титул.

### Суперництво між Константинополем, Москвою та Римом
Протягом XV століття митрополити працювали над єдністю християн із Константинопольським патріархом. Перша така спроба була у 1439 році під час Флорентійської унії. З падінням Константинополя унія розпалася. Друга спроба унії була здійснена в 1596 році. Її результатом стала Берестейська унія, яка відновила повне спілкування зі Святим Престолом. Деякі священнослужителі відмовилися підписатися під статутами унії і продовжували старі обряди та свою вірність Вселенському Патріарху. Понад 25 років точилася парафіяльна боротьба за володіння церковними будівлями та монастирями. У 1620 році єрусалимський патріарх Феофан III закріпив розкол, заснувавши «Руський екзархат» для тих незгодних духовенства та мирян, які відмовилися підкорятися унії. Паралельне правонаступництво титулу «митрополит Київський, Галицький і всієї Руси» тривало до 1686 року. Того року Московський Патріархат неканонічно присвоїв собі право висвячувати Київських митрополитів; з цього часу митрополія стала поглинатися Москвою.

### Після поділів Речі Посполитої
Руська унійна церква (греко-католицька) продовжила спадкоємність митрополитів на землях Речі Посполитої. Сьогодні ці землі в основному знаходяться на території сучасних держав України, Польщі та Білорусі. Після поділів Речі Посполитої (1772—1795) більшість руських земель опинилася під контролем Російської імперії. На тих землях не допускалася свобода віросповідання. Отже, Полоцьким Синодом 1839 року (коли всі греко-католицькі єпископи приєдналися до Російської Православної Церкви) Греко-Католицька Церква була повністю придушена. Церковні храми були захоплені православним Святійшим Синодом. На землях, що потрапили під контроль Габсбургів (пізніше Австрійська імперія), Унійна церква вижила. Монархія Габсбургів реорганізувала свої анексовані території в Королівство Галичини та Володимирії. Львівська єпархія в королівстві була піднесена до статусу архієпархії або митрополії. Її єпископ став єпископом-митрополитом, який керував суфраганними єпархіями. Усі примаси були затверджені Папою. Нова митрополія отримала назву «Галицька митрополія» на згадку про митрополію XIV століття. У 1807 році Папа Пій VII уповноважив митрополита керувати вакантним Київським престолом на основі Львівської єпархії.

### Метрополія за Радянського Союзу
У 1939 році Галицька митрополія опинилася під радянською владою. У 1946 році церковна структура була насильно підпорядкована Російській Православній Церкві. Однак члени церкви продовжували таємно сповідувати свою віру. У період залізної завіси митрополит Йосип Сліпий був вирпущений з СРСР і проживав у Римі. 1969 року Папа Іван XXIII підвищив митрополита до новоствореного рангу Верховного Архиєпископа з правами, еквівалентними правам Патріарха. Посаду так не називали, однак, щоб не провокувати нову хвилю репресій проти Катакомбної Церкви в Україні та не перешкоджати екуменічному діалогу з Константинопольським Патріархом.

### Митрополія в незалежній Україні
Після розпаду Радянського Союзу Верховний Архієпископ повернувся на свою архиєпископську кафедру до Львова. У червні 2001 року Церкву відвідав Папа Іван Павло ІІ. 25 листопада 1995 року в юрисдикції Львівської архиєпархії було створено Києво-Вишгородський архиєпископський екзархат. Спочатку воно охоплювало всю центральну, східну та південну частини України. Пізніше (2002—2003) вона втратила територію для утворення нових екзархатів для східного регіону (Донецько-Харківський екзархат) і південного регіону (Одеський екзархат). 6 грудня 2004 року решта центральної частини екзархату була перетворена на Київську архиєпархію. Після «Полоцького синоду» 1838 року Київ був позбавлений власної кафедри. Тоді ж була створена церковна провінція («велика архиєпархія»). Київська архиєпархія стала головним престолом новоствореної Києво-Галицької архиєпархії, а відтак і першопрестолом Української Греко-Католицької Церкви. Єпископський осідок «Галицької митрополії» перенесено з кафедрального собору Святого Юра у місті Львові до собору Воскресіння Христового у столиці України — Києві. 6 грудня 2004 року з нею було об'єднано назву ліквідованої Кам'янець-Подільської єпархії УГКЦ. 21 листопада 2011 р. Верховна Архиєпархія втратила три суфраганські престоли: Бучач (Бучач), Коломия–Чернівці та Кам'янець; внаслідок цього Київська архиєпархія є єдиною територією Великої Києво-Галицької архиєпархії.

## Список очільників

### Митрополити Галицькі та архієпископи Львівські
- Антоній II (1808—1814)
- Михайло II (1816—1858), також служив Галицько-Лодомерським Предстоятелем.
- Григорій II (1859—1866)
- Спиридон (1866—1869)
- Йосиф II (1870—1882)
- Сильвестр (1882—1898)
- Юліан (1899—1900)
- Андрей (1900—1944)
- провідний єпископ Йосиф Сліпий (1944—1945) У 1945 році як провідний єпископ Греко-Католицької Церкви був заарештований радянською владою. Після Львівського Собору (1946) Греко-Католицьку Церкву на території Радянського Союзу було примусово ліквідовано, а її майно та духовенство передано Російській Православній Церкві.

### Митрополити Галицькі та Верховні Архиєпископи Львівські
- Йосиф ІІІ (1963—1984, в еміграції) У 1963 р. возведений у сан Верховного архієпископа. З розпадом Радянського Союзу в 1989 році Галицька Митрополія була відроджена.
- Мирослав (1984 — 14 грудня 2000)
- Любомир Гузар (січень 2001 — 21 серпня 2005)

### Верховні Архиєпископи Києво-Галицькі
У 2005 році Києво-Галицький екзархат було перетворено на єпархію та перетворено на архиєпархію. Нова архиєпархія була також перетворена на Престол Верховного Архиєпископа і відновила Київський престол після Полоцького Синоду 1838 року.
- Любомир Гузар (21 серпня 2005 — 10 лютого 2011)
- Святослав Шевчук (березень 2011 — чинний) Він був єпископом-помічником Львівської Верховної Архиєпархії протягом 1996—2000 років і був апостольським адміністратором у 2000 році до свого призначення Верховним Архиєпископом у 2001 році.

## Уточнення
1. ↑  Назва «Галичина» походить від міста міста Галича, однієї з кількох столиць удільних князівств середньовічної держави Русь.